# 天外世界
《天外世界》（台湾旧译）是一款由黑曜石娛樂開發、Private Division發行的動作角色扮演遊戲。本作於2019年10月25日在Microsoft Windows、PlayStation 4及Xbox One平台上推出，此后于2020年6月5日登陆任天堂Switch平台。

## 玩法
在遊戲的早期階段，玩家可以創建自己的角色並解鎖一艘太空船，而這艘太空船則充當著遊戲的中央樞紐，向玩家提供快速旅行、倉庫等功能，同時亦是玩家與其伙伴的家。玩家可以在遊戲內遇到並招募不同的非玩家角色作為同伴，而每個角色都有自己的個人任務和故事。每個同伴都具有個人技能和特殊攻擊，他們也可以發展自己的技能專長。在探索時，玩家可以攜帶兩個同伴，而在戰鬥中他們更起到輔助作用。另外，玩家可以在對話樹中作出許多不同的決定，而這些決定將會影響遊戲分支故事的走向。玩家亦可以透過不同的方式來應對非玩家角色，例如是扮演英雄或者瘋子等。
在戰鬥時，玩家可以使用不同種類的武器應戰，例如近戰武器和槍械，而槍械的彈藥類型則分別有輕型、中型和重型三種。玩家可以透過改造槍械來增加元素損害。玩家還可以利用隱身或使用社交技能說服，以避免戰鬥的發生。隨著遊戲推進，玩家會獲得經驗值，可供玩家升級及解鎖自己或同伴的技能。除了戰鬥技能外，玩家亦可以學習技術技能。技術技能包括三大範疇：科學、醫學及工程，而投資這些技能能令玩家解鎖額外能力並且改善戰鬥效率。遊戲還設有隊長技能機制，當玩家與同伴出行時便會發動，同伴分別會獲得提高戰鬥力或降低傷害的增益效果。另外，遊戲設有「缺陷」系統，這是指當遊戲中發生某些事情後，玩家可以選擇的角色特徵。當玩家受到傷害或遇到某些挫折時，「缺陷」便會出現，其中包括害怕黑暗、火焰等。這些「缺陷」是永久的，玩家可以擁有多達三個「缺陷」，但相對地玩家可以獲得額外的獎勵。

## 劇情
故事設定在未來世界，大型企業開始在外星球上進行改造和殖民。玩家所乘坐的太空船因錯誤而到達銀河系邊緣的殖民地。當玩家從冷凍睡眠中醒來，卻發現大多數乘客仍處於休眠狀態，其後玩家需要前往附近的殖民地，並會遇到各種不同的勢力與派系。

## 開發
本作由黑曜石娛樂開發，並由Take-Two Interactive旗下的發行品牌Private Division發行。儘管在本作發佈時，黑曜石娛樂已被微軟收購，但這個項目在此之前一直處於開發階段，而且Take-Two Interactive亦在微軟收購前獲得發行權。
《異塵餘生》系列的創作者蒂姆·坎（英語：Tim Cain）及倫納德·博亞雷斯基（英語：Leonard Boyarsky）擔任本作的總監。兩位遊戲總監描述本作為「蒂姆的愚蠢及博亞雷斯基的黑暗病態組合」，並希望在創作遊戲的語氣和敘事時尋求愚蠢和戲劇之間的平衡。在遊戲開發時，開發人員曾考慮加入一些浪漫的選擇，但最終刪去了。

## 發行
本作開發工作的至少始于2016年5月。當時黑曜石娛樂的首席執行官費爾格斯·烏庫霍特（英語：Feargus Urquhart）在接受電子遊戲評論網站Gamepressure.com時提到，包括坎和博亞雷斯基在內的少數人正在虛幻引擎內研究「全新的東西」。在2017年Eurogamer的採訪中，黑曜石娛樂披露了本作的開發工作。同年12月，Private Division宣布此遊戲項目是公司首批發行的遊戲之一。其後在2018年12月舉行的遊戲大獎活動內，黑曜石娛樂正式公布本作，預定2019年內推出，並會有Microsoft Windows、PlayStation 4及Xbox One版本。同月，遊戲已確認不包含微交易。另於2019年7月確定將會在任天堂Switch推出，發售日期未定。

## 評價
| 汇总媒体   | 得分                                |
| ---------- | ----------------------------------- |
| Metacritic | PC：82/100 PS4：86/100 XONE：85/100 |

| 媒体          | 得分    |
| ------------- | ------- |
| Destructoid   | 9/10    |
| 电子游戏月刊  | [ 21 ]  |
| Game Informer | 9.25/10 |
| GamesRadar+   | [ 23 ]  |
| GameSpot      | 9/10    |
| IGN           | 8.5/10  |
| PC Gamer美国  | 79/100  |
| PCGamesN      | 7/10    |

遊戲發售後均獲得不錯的媒體評價，在Metacritic上，遊戲的Windows、Xbox One和PlayStation 4版本均獲得「一般好評（Generally favorable reviews）」。

### 所獲獎項
| 年份 | 獎項                       | 類別                                              | 結果 | 來源          |
| ---- | -------------------------- | ------------------------------------------------- | ---- | ------------- |
| 2019 | 游戏评论家奖               | 最佳展出                                          | 提名 | [ 28 ] [ 29 ] |
| 2019 | 游戏评论家奖               | 最佳原創遊戲                                      | 獲獎 | [ 28 ] [ 29 ] |
| 2019 | 游戏评论家奖               | 最佳 PC 遊戲                                      | 提名 | [ 28 ] [ 29 ] |
| 2019 | 游戏评论家奖               | 最佳角色扮演遊戲                                  | 提名 | [ 28 ] [ 29 ] |
| 2019 | 2019金搖桿獎               | 終極年度遊戲                                      | 提名 | [ 30 ]        |
| 2019 | 钛奖                       | 最佳角色扮演遊戲                                  | 獲獎 | [ 31 ] [ 32 ] |
| 2019 | 2019遊戲大獎               | 年度遊戲                                          | 提名 | [ 33 ]        |
| 2019 | 2019遊戲大獎               | 最佳遊戲敘事                                      | 提名 | [ 33 ]        |
| 2019 | 2019遊戲大獎               | 最佳演出 (Ashly Burch)                            | 提名 | [ 33 ]        |
| 2019 | 2019遊戲大獎               | 最佳角色扮演遊戲                                  | 提名 | [ 33 ]        |
| 2020 | 紐約遊戲大獎               | Big Apple Award for Best Game of the Year         | 獲獎 | [ 34 ] [ 35 ] |
| 2020 | 紐約遊戲大獎               | Statue of Liberty Award for Best World            | 提名 | [ 34 ] [ 35 ] |
| 2020 | 紐約遊戲大獎               | Herman Melville Award for Best Writing            | 提名 | [ 34 ] [ 35 ] |
| 2020 | 第23屆D.I.C.E.遊戲大獎     | Outstanding Achievement in Story                  | 待定 | [ 36 ]        |
| 2020 | 第23屆D.I.C.E.遊戲大獎     | Role-Playing Game of the Year                     | 待定 | [ 36 ]        |
| 2020 | 国家电子游戏行业研究院大奖 | Art Direction, Fantasy                            | 待定 | [ 37 ]        |
| 2020 | 国家电子游戏行业研究院大奖 | Character Design                                  | 待定 | [ 37 ]        |
| 2020 | 国家电子游戏行业研究院大奖 | Game, Original Role Playing                       | 待定 | [ 37 ]        |
| 2020 | 国家电子游戏行业研究院大奖 | Performance in a Comedy, Supporting (Ashly Burch) | 待定 | [ 37 ]        |
| 2020 | 国家电子游戏行业研究院大奖 | Writing in a Comedy                               | 待定 | [ 37 ]        |
| 2020 | 遊戲開發者選擇獎           | 最佳遊戲敘事                                      | 待定 | [ 38 ]        |
| 2020 | 第31屆同志媒體獎           | Outstanding Video Game                            | 待定 | [ 39 ]        |

## 外部連結
- 官方網站（页面存档备份，存于） （英文）